# Antanartia
Genre
Antanartia est un genre de lépidoptères de la famille des Nymphalidae et de la sous-famille Nymphalinae. Ses espèces résident en Afrique et dans certaines îles de l'océan Indien.

## Liste des espèces
Trois espèces sont actuellement reconnues dans le genre Antanartia :
- Antanartia borbonica (Oberthür, 1879) — la Vanesse de l'obetie — Mascareignes.
  - Antanartia borbonica borbonica — endémique de l'île de La Réunion.
  - Antanartia borbonica mauritiana Manders, 1908 — endémique de l'île Maurice.
- Antanartia delius (Drury, [1782]) — Afrique.
  - Antanartia delius delius
  - Antanartia delius guineensis Howarth, 1966
- Antanartia schaeneia (Trimen, 1879) — Afrique.
  - Antanartia schaeneia schaeneia
  - Antanartia schaeneia dubia Howarth, 1966
  - Antanartia schaeneia diluta Rothschild & Jordan, 1903

## Historique et systématique
Le genre Antanartia a été décrit en 1903 par Lord Walter Rothschild et Heinrich Jordan, avec pour espèce type Papilio delius Drury, [1782].
La composition et la position systématique du genre ont été précisées dans les années 2000 par des études de phylogénétique moléculaire,, qui ont notamment conduit à transférer trois espèces du genre Antanartia au genre Vanessa :
- Vanessa abyssinica (C. & R. Felder, [1867])
- Vanessa dimorphica (Howarth, 1966)
- Vanessa hippomene (Hübner, [1823])